# Wisteria Lodge
Wisteria Lodge (engelska: The Adventure of Wisteria Lodge) är en av Sir Arthur Conan Doyles 56 noveller om detektiven Sherlock Holmes. Novellen publicerades första gången 1908 i The Strand Magazine och återfinns i novellsamlingen His Last Bow. 

## Filmatisering
Novellen har filmatiserats med Jeremy Brett i huvudrollen.